# ブリグ
ブリグ（サンスクリット語 भृगु Bhṛgu）は、古代インドの神話に登場するリシ（聖賢）のひとり。リシの代表たる七聖賢（サンスクリット語 सप्तर्षि saptarṣi 「サプタルシ」）のひとりに数えられることもある。

## 人物
ブリグの描写には、以下のようにさまざまな種類がある。
- ブラフマー神に創造された、造物主（プラジャーパティ）たちのうちのひとり。
- 最初の占星術の大成者で、占星術の古典『ブリグ・サンヒター』を編纂した人物。
- ダクシャの娘キヤーティと結婚し、ダタ、ヴィダタ、およびヴィシュヌ神の妻シュリーの父となった人物。
- シュクラの父。

またブリグは、神々にソーマという植物の絞り汁を奉納する儀礼を司るブリグ族の開祖であるとされる。

## インド神話
或る時、ブラフマー・ヴィシュヌ・シヴァの三神は、誰が儀式の奉納品を受け取るに値するかを巡って、争いになった。その時、聖賢ナーラダは、足に目を持つブリグに見てもらって決めることを提案し、三神とも同意した。
そこでブリグは、まずブラフマーを訪れたが、力ずくで、奉納品を受け取る権利を認めさせようとした。次にブリグは、シヴァを訪ねたが、同じであった。最後にヴィシュヌのいるヴァイクンタに赴いたが、ブリグが到着しても、ヴィシュヌは深く眠ったままであった。何度呼んでも起きないので、とうとうブリグは怒って、ヴィシュヌの胸を蹴飛ばした。するとヴィシュヌは目を覚まして、自分の硬い胸を蹴って怪我をしなかったかと労った。しかしその時に、ブリグの足の目を潰してしまった。ブリグの足の目が、ブリグに誤った自尊心を与えていると判断したからである。
ブリグは、このヴィシュヌの慈悲に触れて、長年求め続けていた答えを得た。